# ГЕС Шахпурканді I
ГЕС Шахпурканді I – гідроелектростанція, що споруджується на північному заході Індії у штаті Пенджаб. Знаходячись між ГЕС Ранджіт-Сагар (вище по течії) та ГЕС Шахпурканді II, входитиме до складу каскаду на річці Раві, лівій притоці Чинабу, який в свою чергу є правою притокою річки Сатледж (найбільший лівий доплив Інду). 
В межах проекту річку по виходу на рівнину, за 11 км нижче від греблі Ранджіт-Сагар, перекриють бетонною греблею висотою від тальвегу 35 метрів (від підошви фундаменту – 56 метрів), довжина водозливної секції якої становитиме 415 метрів. Вона утримуватиме водосховище з об'ємом 120,7 млн м3 (корисний об’єм 9,7 млн м3) та припустимим коливанням рівня між позначками 402,5 та 404,5 метра НРМ. 
Зі сховища по лівобережжю прямуватиме дериваційний канал довжиною 7,7 км, спорудження якого потребуватиме екскавації 3,9 млн м3 ґрунту. На ньому зокрема розташується машинний зал станції Шхапурканді І, обладнаний трьома турбінами типу Каплан потужністю по 33 МВт, які використовуватимуть напір у 28 метрів.
Відпрацьована вода прямуватиме далі по каналу до машинного залу станції Шахпурканді ІІ.
Окрім виробництва електроенергії, комплекс забезпечуватиме зрошення 37 тисяч гектарів земель (з них 32 тисячі гекатрів у штаті Джамму і Кашмір).
В 2014-му спорудження комплексу призупинилось на кілька років через суперечку штатів Пенджаб і Джамму та Кашмір щодо розподілу водних ресурсів.